# Центральноамериканські атлантичні вологі ліси
Центральноамериканські атлантичні вологі ліси (ідентифікатор WWF: NT0111) — неотропічний екорегіон тропічних та субтропічних вологих широколистяних лісів, розташований на сході Центральної Америки.

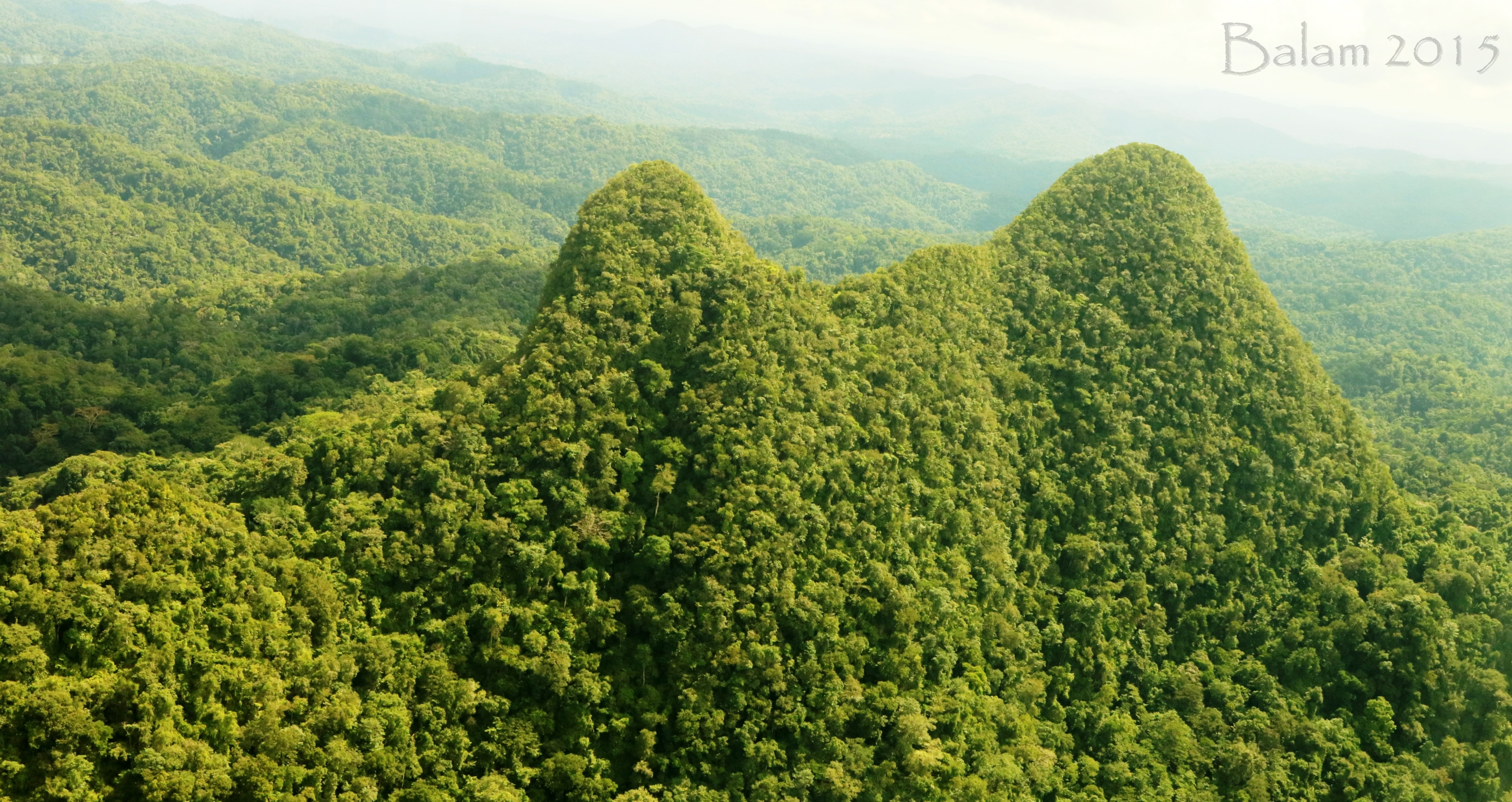
Гора Чачауате у заповіднику Ріо-Платано (Гондурас)

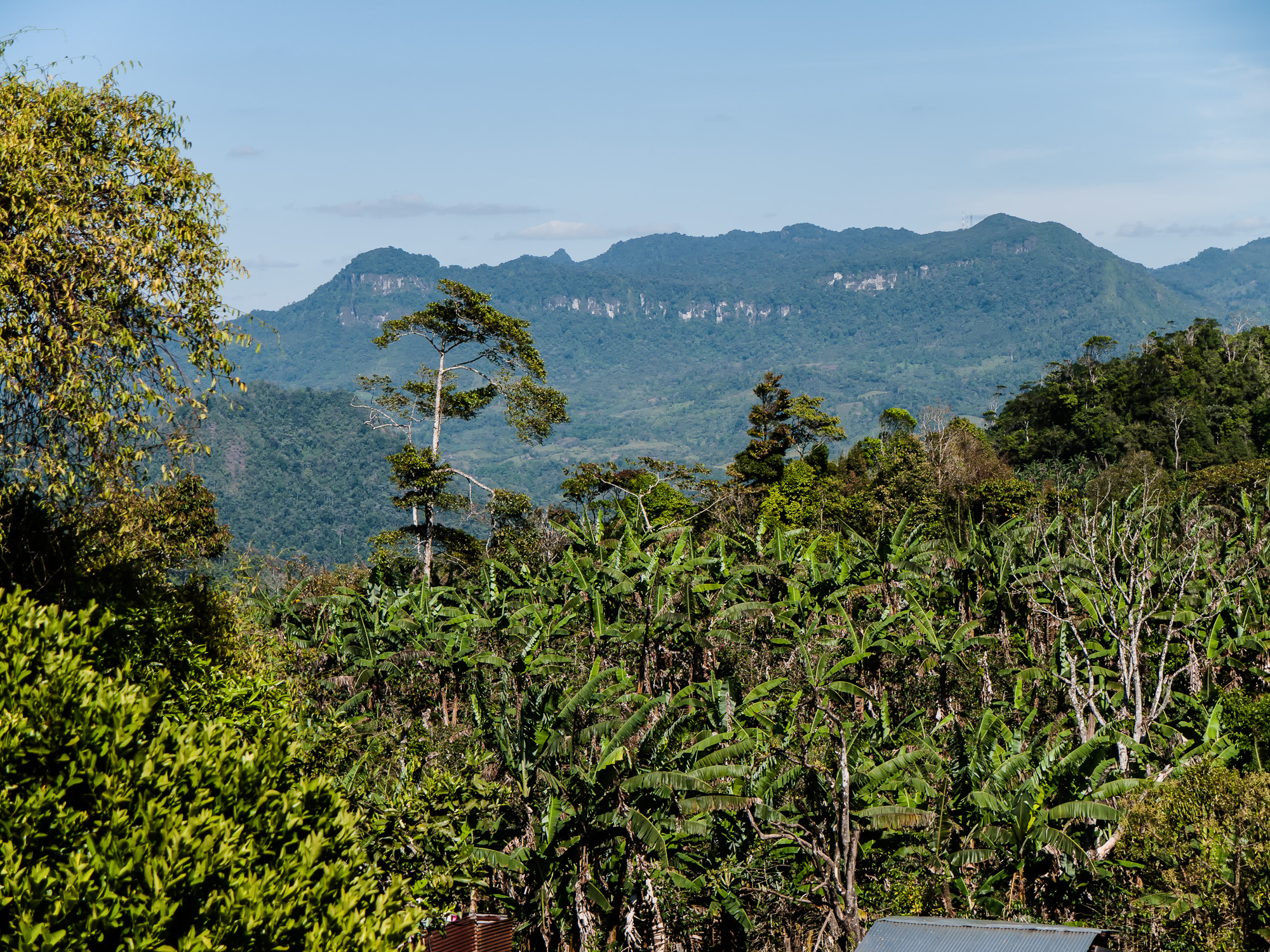
Ландшафт Біосферного заповідника Босавас (Нікарагуа)

## Географія
Екорегіон центральноамериканських атлантичних вологих лісів охоплює рівнини, що простягаються уздовж узбережжя Карибського моря на сході Центральної Америки. Він простягається на 700 км від озера Ісабаль на північному сході Гватемали на схід через північне узбережжі Гондурасу і далі на південь через більшу частину східної половини Нікарагуа. Крім того, екорегіон включає острови Іслас-де-ла-Бая, розташовані в Карибському морі на північ від Гондурасу. Рельєф екорегіону представлений переважно низовинами, які на півдні та південному заході переходять у передгір'я Центральноамериканських Кордильєр. Висота регіону переважно не перевищує 1000 м над рівнем моря.
На північному заході ліси екорегіону переходять у вологі ліси Петену та Веракрусу, на півдні — у панамські атлантичні вологі ліси, у горах Центральноамериканських Кордильєр на півдні та південному заході — у центральноамериканські сосново-дубові ліси та у центральноамериканські гірські ліси, а у міжгірських долинах — у центральноамериканські сухі ліси та у колючі чагарники долини Мотагуа. На крайньому сході Гондурасу та на північному сході Нікарагуа центральноамериканські атлантичні вологі ліси переходять у соснові ліси Москітового берега. На карибському узбережжі Центральної Америки поширені мангрові ліси, які є частиною екорегіонів мангрів Північного Гондурасу та мангрів Москітового берега і карибського узбережжя Нікарагуа.

## Клімат
В межах екорегіону переважає вологий екваторіальний клімат (Af за класифікацією кліматів Кеппена) або мусонний клімат (Am за класифікацією Кеппена). Середньорічна кількість опадів в гватемальській частині екорегіону становить 5000 мм, в гондураській частині — 2000 мм, а в нікарагуанській частині — від 2750 до 6000 мм.

## Флора
Рослинний покрив екорегіону представлений тропічними дощовими лісами, основу яких складають вічнозелені широколистяні дерева, які можуть виростати до 50 м заввишки. В багатому та розвиненому середньому ярусі переважають невисокі дерева та чагарники, а в підліску — різноманітні карликові пальми. Дерева в лісах регіону рясно вкриті різноманітними епіфітами.
Серед дерев, поширених у лісах на низьких висотах, слід відзначити гумбо-лімбо (Bursera simaruba), гвіанське крабове дерево (Carapa guianensis), духмяну кедрелу (Cedrela odorata), бавовняне дерево (Ceiba pentandra), еквадорський лавр (Cordia alliodora), гондураське червоне дерево (Swietenia macrophylla) та амазонійську терміналію (Terminalia amazonia). У лісах, поширених в передгір'ях Центральноамериканських Кордильєр, переважають середні гарцинії (Garcinia intermedia) та бразильські вогняні дерева (Schizolobium parahyba).

## Фауна
Фауна екорегіону характеризується високим різноманіттям. Серед великих ссавців, поширених в регіоні, слід відзначити нікарагуанського білохвостого оленя (Odocoileus virginianus nemoralis), центральноамериканську мазаму (Mazama temama), ошийникового пекарі (Dicotyles tajacu), звичайного пекарі (Tayassu pecari), центральноамериканського тапіра (Tapirus bairdii), центральноамериканську коату (Ateles geoffroyi) та колумбійського ревуна (Alouatta palliata), а також найбільших хижаків Центральної Америки — ягуарів (Panthera onca) та пум (Puma concolor). Серед інших хижих ссавців, поширених у вологих лісах регіону, слід відзначити оцелота (Leopardus pardalis), маргая (Leopardus wiedii), ягуарунді (Herpailurus yagouaroundi), сіру лисицю (Urocyon cinereoargenteus), тайру (Eira barbara), пухнастохвостого олінго (Bassaricyon gabbii), какоміцлі (Bassariscus sumichrasti), кінкажу (Potos flavus), білоносу носуху (Nasua narica), великого гризона (Galictis vittata), смугастого свинорилого скунса (Conepatus semistriatus), звичайного ракуна (Procyon lotor) та неотропічну видру (Lontra longicaudis), поширену на берегах річок. 
Також в екорегіоні поширені численні дрібні ссавці, зокрема панамські капуцини (Cebus imitator), центральноамериканські тапеті (Sylvilagus gabbi), низинні паки (Cuniculus paca), центральноамериканські агуті (Dasyprocta punctata), пістряві вивірки (Sciurus variegatoides), вивірки Деппе (Sciurus deppei), товстоголкові щетинці (Hoplomys gymnurus), мексиканські коенду (Coendou mexicanus), віргінські опосуми (Didelphis virginiana), південні опосуми (Didelphis marsupialis), північні чотириокі опосуми (Philander vossi), центральноамериканські волохаті опосуми (Caluromys derbianus), мексиканські мишачі опосуми (Marmosa mexicana), дев'ятипоясні броненосці (Dasypus novemcinctus), північні голохвості броненосці (Cabassous centralis), північні тамандуа (Tamandua mexicana), карликові мурахоїди (Cyclopes didactylus) та різноманітні рукокрилі, зокрема рівнинні кругловухі листоноси (Lophostoma evotis), великі мішкокрили (Saccopteryx bilineata) та ямайські плодоїди (Artibeus jamaicensis). В лісах Гондурасу зустрічаються найпівнічніші популяції великих мурахоїдів (Myrmecophaga tridactyla), бурогорлих лінивців (Bradypus variegatus) та північних двопалих лінивців (Choloepus hoffmanni). Ендеміками екорегіону є вивірки Річмонда (Sciurus richmondi), поширені на сході Нікарагуа, та роатанські агуті (Dasyprocta ruatanica), поширені на острові Роатан біля узбережжя Гондурасу, а майже ендемічними його представниками — мишачі опосуми Олстона (Marmosa alstoni) та гондураські білі кажани (Ectophylla alba).
Серед поширених в екорегіоні птахів слід відзначити великого тинаму (Tinamus major), чубату пенелопу (Penelope purpurascens), великого кракса (Crax rubra), сіроголову чачалаку (Ortalis cinereiceps), короткодзьобого голуба (Patagioenas nigrirostris), сірогруду горличку (Leptotila cassinii), велику піаю (Piaya cayana), малого ані (Crotophaga sulcirostris), чорноволого трогона (Trogon melanocephalus), синьоголового трогона (Trogon caligatus), жовтогорлого тукана (Ramphastos sulfuratus), жовтошийого тукана (Ramphastos ambiguus), плямистоволого аракарі (Pteroglossus torquatus), рудохвосту якамару (Galbula ruficauda), панамську таматію (Malacoptila panamensis), чорнощоку гілу (Melanerpes pucherani), вохристоголову ятлу (Celeus castaneus), низинного сорокуша (Thamnophilus atrinucha), строкату мурав'янку (Gymnopithys bicolor), лису мурав'янку (Gymnocichla nudiceps), каштанового покривника (Poliocrania exsul), панамську мурашницю (Hylopezus perspicillatus), рудого грімпаря (Dendrocincla homochroa), гватемальського листовика (Sclerurus guatemalensis), сірогорлого пію (Synallaxis brachyura), мексиканського манакіна (Ceratopipra mentalis), мексиканську котингу (Cotinga amabilis), руду пигу (Lipaugus unirufus), маскову бекарду (Tityra semifasciata), північного віялочуба (Onychorhynchus mexicanus), тропічного тирана (Tyrannus melancholicus), жовточеревого тирана-карлика (Ornithion semiflavum), велику пітангу (Pitangus sulphuratus), руду планідеру (Rhytipterna holerythra), зеленого віреона (Vireolanius pulchellus), білочеревого віреончика (Pachysylvia decurtata), буру паю (Psilorhinus morio), біловолого тріщука (Henicorhina leucosticta), плямистого поплітника (Pheugopedius maculipectus), бронзового дрозда (Turdus grayi), узлісну гутураму (Euphonia hirundinacea), оливкову гутураму (Euphonia gouldi), золотодзьобого тихоголоса (Arremon aurantiirostris), товстодзьобу коноту (Psarocolius wagleri), панамську коноту (Psarocolius montezuma), бананового трупіала (Icterus prosthemelas), сірочеревого кардинала (Caryothraustes poliogaster), червоногорлу габію (Habia fuscicauda), синьощоку танагру (Stilpnia larvata), бірюзову танагру-медоїда (Cyanerpes cyaneus), жовтокрилу саяку (Thraupis abbas), червоногузу тапірангу (Ramphocelus passerinii) та церебу (Coereba flaveola).
У лісах регіону спостерігається високе різноманіття колібрі, серед яких слід відзначити мексиканського ерміта (Phaethornis longirostris), смугастохвостого ерміта (Threnetes ruckeri), чагарникового ерміта (Phaethornis striigularis), бурого колібрі (Colibri delphinae), сапфіролобого колібрі (Klais guimeti), синьоголового колібрі-ангела (Heliomaster longirostris), чорночубого колібрі-вусаня (Lophornis helenae), зеленогрудого колібрі-манго (Anthracothorax prevostii), синьоголового колібрі-якобіна (Florisuga mellivora), фіолетоволобого колібрі-фею (Heliothryx barroti), фіолетоволобого колібрі-лісовичка (Thalurania colombica), мангрового колібрі-шаблекрила (Phaeochroa cuvierii), бронзовохвостого колібрі-білогуза (Chalybura urochrysia), рудохвостого колібрі-сапфіра (Chlorestes eliciae), гватемальську агиртрію (Chlorestes candida) і цакатла (Amazilia tzacatl), та папуг, серед яких слід відзначити червоного ару (Ara macao), нікарагуанського ару (Ara ambiguus), жовтолобого амазона (Amazona farinosa), жовтощокого амазона (Amazona autumnalis), ямайського аратингу (Eupsittula nana), білолобого папугу-червоногуза (Pionus senilis) і бурощокого каїку (Pyrilia haematotis). Серед хижих птахів, поширених в регіоні, слід відзначити королівського кондора (Sarcoramphus papa), велику гарпію (Harpia harpyja), гвіанську гарпію (Morphnus guianensis), великодзьобого канюка (Rupornis magnirostris), чорноголового канюка (Leucopternis semiplumbeus), рудошийого орла-чубаня (Spizaetus ornatus), неотропічного яструба (Astur bicolor), білошию рарію (Micrastur semitorquatus), буру сову-лісовика (Strix virgata) та буроголового сичика-горобця (Glaucidium griseiceps).
Майже ендемічними представниками екорегіону є чорнощокі токро (Odontophorus melanotis), білоголові колібрі (Microchera albocoronata), червонолобі аратинги (Psittacara finschi), панамські тукани (Selenidera spectabilis), коста-риканські дятли-смугані (Piculus simplex), смугастоголові батарито (Dysithamnus striaticeps), сіродзьобі блаватники (Caprodectes nitidus), руді арапонги (Procnias tricarunculatus), сіроголові ірлички (Piprites griseiceps), однобарвні шпалюшки (Microcerculus philomela), бурі поплітники (Cantorchilus thoracicus), східні поплітники (Cantorchilus zeledoni), оливкові танагри-широкодзьоби (Chlorothraupis carmioli), білогорлі танагри-сикіти (Lanio leucothorax) та нікарагуанські рисоїди (Sporophila nuttingi).

## Збереження
Близько третини лісів регіону було знищено та перетворено на пасовища та інші сільськогосподарські угіддя, а частина значно деградувала. Залишки вологих тропічних лісів є значно фрагментованими. Особливо постраждали ліси на півночі Гондурасу. Тим не менш, в регіоні все ще залишаються одні з найбільших масивів незайманих пралісів у Центральній Америці.
Оцінка 2017 року показала, що 41 349 км², або 46 % екорегіону, є заповідними територіями. Природоохоронні території включають: Національний парк Куевас-дель-Сельвіно та Заповідник Чокон-Мачакас в Гватемалі, Національний парк Сьєрра-де-Агальта, Національний парк Серро-Асуль-Меамбар, Національний парк Жанетт-Кавас, Національний парк Капіро-Калентура, Національний парк Серро-Асуль-де-Копан, Національний парк Кусуко, Національний парк Монтанья-де-Йоро, Національний парк Патуко, Національний парк Піко-Боніто, Національний парк Піко-Піхоль, Національний парк Пунта-Ісопо, Національний парк Порт-Роял, Національний парк Монтанья-Санта-Барбара, Біосферний заповідник Ріо-Платано та Біосферний заповідник Тавака-Асагни в Гондурасі, а також Біосферний заповідник Босавас в Нікарагуа. У 1982 році Біосферний заповідник Ріо-Платано був внесений до списку Світової спадщини ЮНЕСКО.